# Liza saliens
La galúa (Liza saliens) es una especie de pez marino de la familia mugílidos, distribuida por la costa este del océano Atlántico desde Marruecos hasta Francia, por el mar Mediterráneo y el mar Negro, introducida artificialmente en el mar Caspio donde se ha aclimatado bien. Otros nombres comunes sinónimos usados en algunos lugares son: ilisa fusany y galvá.

## Importancia para el hombre
Es pescado aunque con una escasa importancia comercial y un precio mediano, siendo también cultivado en acuicultura. Se comercializa más bien sus huevas como una especie de caviar, aunque también se consume su carne fresca, ahumada o congelada.

## Anatomía
Con la morfología típica del género, su longitud máxima normal es de unos 30 cm.

## Hábitat y biología
Vive en aguas superficiales del mar muy cerca de la costa, penetrando rara vez en los estuarios y albuferas. Los juveniles de hasta 3 cm de longitud se alimentan de zooplancton, entre 3 y 5 cm se alimentan de organismos bentónicos, mientras que los adultos son herbívoros estrictos y se alimentan de algas y detritus vegetales.
En cuanto a la reproducción son ovíparos, sus huevos son pelágicos y no adhesivos.